# The House of the Devil
The House of the Devil är en amerikansk skräckfilm från 2009 regisserad och skriven av Ti West. Filmen är baserad kring moralpaniken under 1980-talet kring satanistiska rituella övergrepp. 

## Handling
Filmen utspelar sig på 1980-talet. Studenten Samantha har lyckats få chans till kontrakt på ett hus, men måste få fram pengar till första hyran för att kunna få igenom kontraktet. För att få fram pengar så tar Samantha ett jobb som barnvakt, vilket visar sig vara ett stort misstag. 

## I rollerna
- Jocelin Donahue som Samantha
- Tom Noonan som Herr Ulman
- Mary Woronov som Fru Ulman
- Greta Gerwig som Megan
- A.J. Bowen som Victor Ulman
- Danielle Noe som Mor
- Dee Wallace som Husägare
- Heather Robb som Heather
- Brenda Cooney som Sjuksköterska
- Lena Dunham som Larmcentralröst[1]

## Om filmen
Filmen spelades in i Connecticut på 16mm. Filmskaparna valde med flit att använda filmtekniker och formgrepp som användes under slutet på 70-talet och 80-talet. Till exempel så valde man att använda zoom istället för Dolly och förtexter med stillbilder.